# Pavillon d’or
Pavillon d’or – złota moneta francuska bita przez Filipa VI w latach 1339–1340, o wartości 30 groszy turońskich, przedstawiająca na awersie króla na tronie wewnątrz zdobnego namiotu, a na rewersie krzyż kwietny w czterołuku i napis: 

XPC VINCIT XPC REGNAT XPC IMPERAT.